# Knottenmühle (Bad Hersfeld)
Koordinaten: 50° 52′ 17″ N, 9° 42′ 15,8″ O
Die Knottenmühle war eine Wassermühle in Bad Hersfeld im nordhessischen Landkreis Hersfeld-Rotenburg.

## Geographie
Es handelte sich um eine Walkmühle der Wollentuchmacher und sie stand außerhalb des mittelalterlichen Stadtgebiets auf 217 m Höhe an der Südseite der Geis unweit nördlich der Mauermühle (Dippelmühle) und etwa 160 m nordnordwestlich vor dem Frauentor. Heute befindet sich an ihrer Stelle das Haus des CVJM Hersfeld (Wehneberger Straße 8). Die hinter diesem Bau verlaufende Knottengasse erinnert mit ihrem Namen an die einstige Mühle.

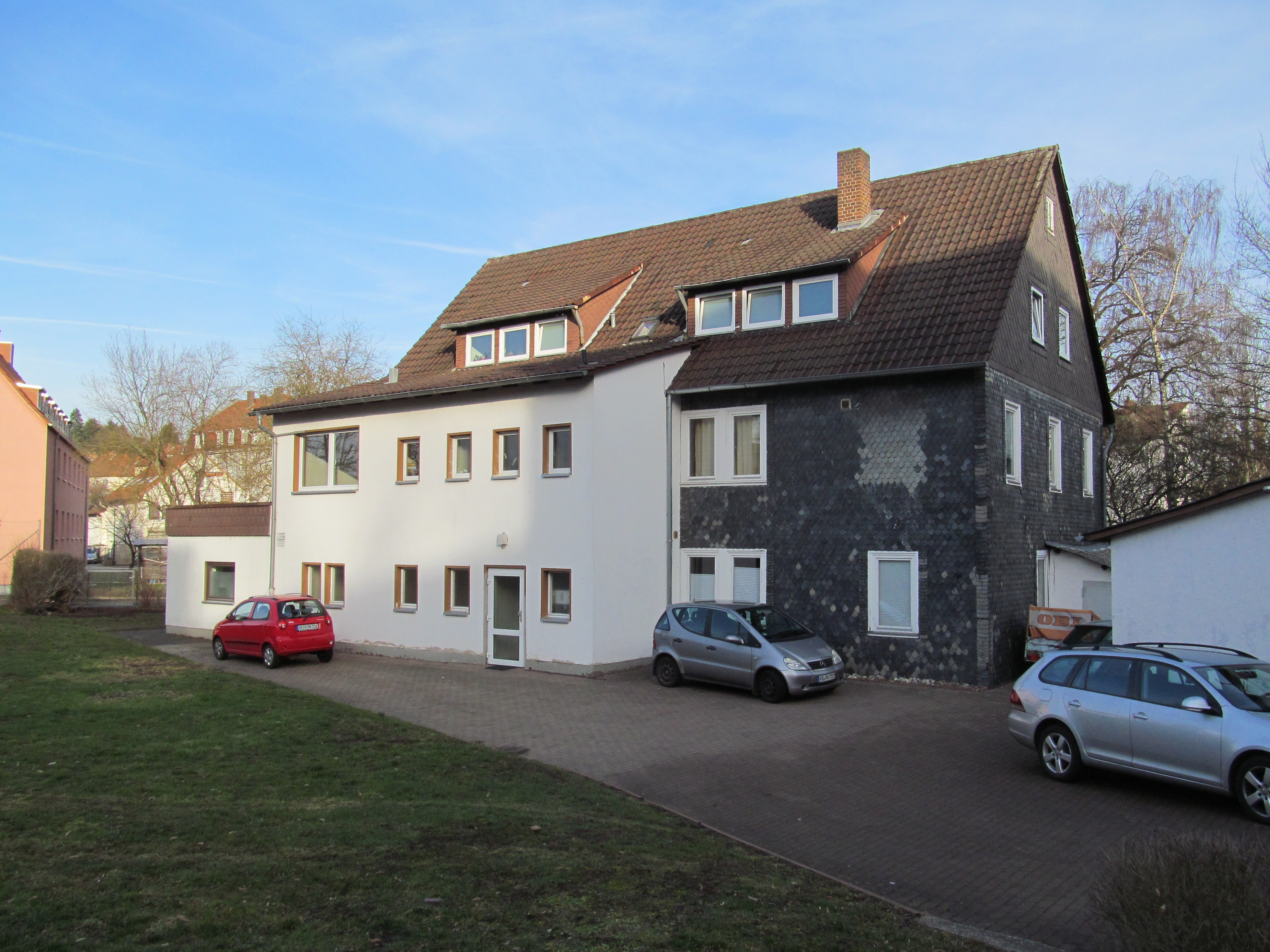
CVJM-Haus Hersfeld: Blick von der Knottengasse auf die Rückseite des Hauses Wehneberger Straße 8

## Geschichtliches
Zwar wurde die Knottenmühle, wie die Mehrzahl der Walkmühlen bei Hersfeld, bereits früher gebaut, aber erst im Jahre 1747 ist sie in Louis Demmes Nachrichten und Urkunden zur Chronik von Hersfeld schriftlich nachgewiesen.
Nach der napoleonischen Annexion von Kurhessen und der Bildung des Königreichs Westphalen im Jahre 1807 verfügte König Jérôme Bonaparte die Auflösung der Zünfte und die Überführung ihrer Vermögen an die staatliche Schuldentilgungskasse. Dies betraf auch die der Gilde der Hersfelder Wollentuchmacher gehörende Knottenmühle, die für 1000 Taler an den Assessor Johannes Braun verkauft wurde.